# Bimodaler Bilingualismus
Bimodaler Bilingualismus ist die zweisprachige Kompetenz einer Person oder Gemeinschaft in mindestens einer Lautsprache und mindestens einer Gebärdensprache, die zwei verschiedene Modalitäten verwenden. Eine gesprochene Sprache besteht aus einer vokal-auditiven Modalität, während eine Gebärdensprache aus einer visuell-räumlichen Modalität besteht.
Eine beträchtliche Anzahl bimodaler Zweisprachiger sind Coda oder anderer hörender Menschen, die aus verschiedenen Gründen Gebärdensprache erlernen. Gehörlose Menschen haben ihre eigene(n) Gebärdensprache(n) und Kultur, die als Gehörlosenkultur bezeichnet wird, leben jedoch ausnahmslos in einer größeren hörenden Kultur mit ihrer eigenen gesprochenen Sprache. Daher sind „die meisten Gehörlosen bis zu einem gewissen Grad in irgendeiner Form in [einer gesprochenen] Sprache zweisprachig“.
In Diskussionen über Mehrsprachigkeit in den Vereinigten Staaten werden bimodale Zweisprachigkeit und bimodale Zweisprachige oft nicht erwähnt oder auch nur berücksichtigt. Dies liegt teilweise daran, dass die American Sign Language (ASL), die in den USA vorherrschende Gebärdensprache, erst in den 1960er Jahren als natürliche Sprache anerkannt wurde (bei Diskussionen über bimodale Zweisprachigkeit in den USA sind die beiden betreffenden Sprachen im Allgemeinen ASL und Englisch).
Bimodale Zweisprachige haben viele derselben Merkmale wie traditionelle Zweisprachige (diejenigen, die mindestens zwei gesprochene Sprachen beherrschen), unterscheiden sich aber aufgrund der besonderen Merkmale der Gehörlosengemeinschaft auch in einigen Punkten. Bimodal bilinguale Kinder haben ähnliche neurologische Vorteile wie unimodal bilinguale Kinder, mit einer deutlich größeren grauen Substanz in verschiedenen Hirnregionen und Anzeichen einer erhöhten Plastizität sowie neuroprotektiven Vorteilen, die dazu beitragen können, den Ausbruch altersbedingter kognitiver Erkrankungen wie Alzheimer und Demenz zu verlangsamen oder sogar zu verhindern.

## Neurologische Auswirkungen und Effekte
Die meisten modernen neurologischen Studien zur Zweisprachigkeit verwenden funktionelle bildgebende Verfahren, um die neurologischen Grundlagen der Mehrsprachigkeit aufzudecken und zu zeigen, wie sich Mehrsprachigkeit positiv auf das Gehirn auswirkt. Bildgebende Verfahren und andere neurologische Studien haben in den letzten Jahren gezeigt, dass Mehrsprachigkeit einen erheblichen Einfluss auf das menschliche Gehirn hat. Die Mechanismen, die Zweisprachige zum Code-Switching benötigen (d. h. zum schnellen Wechsel zwischen mehreren Sprachen innerhalb eines Gesprächs), weisen nicht nur eine erhöhte Konnektivität und Dichte des neuronalen Netzwerks bei Mehrsprachigen auf, sondern scheinen auch Schutz vor Schäden durch Alter und altersbedingte Pathologien wie Alzheimer zu bieten. Mehrsprachigkeit, insbesondere bimodale Mehrsprachigkeit, kann dazu beitragen, den Prozess des kognitiven Abbaus im Alter zu verlangsamen. Man geht davon aus, dass dies auf die erhöhte Arbeitsbelastung zurückzuführen ist, die das Exekutivsystem, das hauptsächlich im Frontalkortex angesiedelt ist, übernehmen muss, um die Verwendung mehrerer Sprachen gleichzeitig erfolgreich zu steuern. Dies bedeutet, dass der Kortex feiner abgestimmt werden muss, was zu einer „neuronalen Reserve“ führt, die dann neuroprotektive Vorteile bietet.
Es wurde gezeigt, dass das Volumen der grauen Substanz (englisch Gray matter volume – GMV) bei bimodalen Zweisprachigen im Vergleich zu Einsprachigen in mehreren Hirnbereichen deutlich erhalten bleibt, darunter im Hippocampus, der Amygdala, den vorderen Temporallappen und der linken Insel. Ebenso liefern bildgebende Studien, in denen Einsprachige, unimodale Zweisprachige und bimodale Zweisprachige verglichen wurden, Beweise dafür, dass bei gehörlosen Gebärdensprachlern andere Hirnaktivitätsmuster auftreten als bei hörenden Gebärdensprachlern, insbesondere in Bezug auf den linken Sulcus temporalis superior. Bei gehörlosen Gebärdensprachlern ist die Aktivierung des Sulcus temporalis superior bei Gesichtserkennungsaufgaben stark nach links lateralisiert, während diese Lateralisierung bei hörenden, bimodalen Gebärdensprachlern nicht vorhanden war. Zweisprachige benötigen außerdem ein leistungsfähiges und schnelles neuronales Kontrollsystem, damit sie ihre Sprachen auch beim schnellen Codewechsel auswählen und kontrollieren können. Es gibt Belege dafür, dass der linke Nucleus caudatus – ein zentral gelegenes Hirnelement in der Nähe des Thalamus und der Basalganglien – ein wichtiger Teil dieses Mechanismus ist, da Zweisprachige im Vergleich zu Einsprachigen tendenziell ein deutlich erhöhtes GMV und eine deutlich erhöhte Aktivierung in dieser Region aufweisen, insbesondere bei aktiven Code-Switching-Aufgaben. Wie aus der signifikanten Erhaltung der grauen Substanz im Hippocampus (einem Gehirnbereich, der weitgehend mit der Konsolidierung von Erinnerungen und höheren kognitiven Funktionen wie der Entscheidungsfindung verbunden ist) bei bimodalen Zweisprachigen hervorgeht, neigen auch die Gehirnbereiche, die bei der Steuerung des phonologischen Arbeitsgedächtnisses helfen, bei Personen, die zwei oder mehr Sprachen beherrschen, dazu, stärker aktiviert zu sein.
Es gibt Belege dafür, dass das Alter, in dem eine Person eine zweite Sprache erwirbt, eine bedeutende Rolle bei den unterschiedlichen Gehirnfunktionen spielen kann, die mit Zweisprachigkeit verbunden sind. Beispielsweise neigen Personen, die ihre zweite Sprache früh (vor dem Alter von 10 Jahren) erworben haben, dazu, drastisch andere Aktivierungsmuster zu haben als späte Lerner. Außerdem neigen Spätlerner, die eine vollständige Beherrschung ihrer Zweitsprache erreichen, dazu, bei auditiven Aufgaben ähnliche Aktivierungsmuster zu zeigen, unabhängig davon, welche Sprache verwendet wird, während Frühlerner dazu neigen, je nach verwendeter Sprache unterschiedliche Gehirnbereiche zu aktivieren.
Neben den neuroprotektiven Vorteilen, die dazu beitragen, altersbedingten kognitiven Problemen wie Demenz vorzubeugen, weisen bimodale Zweisprachige auch ein leicht anderes Muster der Sprachorganisation im Gehirn auf. Während hörende bimodale Zweisprachige eine geringere parietale Aktivierung zeigten als gehörlose Gebärdensprachler, wenn sie aufgefordert wurden, nur Gebärdensprache zu verwenden, wiesen dieselben bimodalen Zweisprachigen eine stärkere linksparietale Aktivierung auf als Einsprachige. Die parietale Aktivierung ist normalerweise nicht mit der Sprachproduktion, sondern mit motorischer Aktivität verbunden. Daher ist es logisch, dass bimodale Zweisprachige beim Wechsel zwischen Sprech- und Gebärdensprache ihre linken parietalen Bereiche stimulieren, da sie zunehmend sowohl motorische Aktionen als auch Sprachproduktion kombinieren müssen. Darüber hinaus wurde nachgewiesen, dass während des Sprachgebrauchs eine parallele oder gleichzeitige Sprachaktivierung stattfindet. Diese Aktivierung tritt auf, wenn der Zweisprachige Sprache verwendet, unabhängig davon, ob L1 oder L2 verwendet wird. Die Dominanz oder fehlende Dominanz einer Sprache hat keinen Einfluss auf die Stimulation des Gehirns, wenn eine Sprache verwendet wird. Dieselbe Aktivierung findet bei jeder Sprachmodalität statt, d. h. das Gehirn wird aktiviert, unabhängig davon, ob die Sprache geschrieben, gebärdet oder gesprochen wird.
Eine Studie aus dem Jahr 2021 nutzte ereigniskorrelierte Potenziale (englisch event-related potential – ERP), um den Sprachwechsel des Gehirns bei bimodalen Zweisprachigen zu verfolgen und maß ein Reaktionsmuster des Gehirns, das bei unimodalen Zweisprachigen nicht zu finden war.

## Ähnlichkeiten zur mündlichen Zweisprachigkeit

### Vielfältige Sprachkompetenz
Um als zweisprachig zu gelten, muss eine Person nicht beide Sprachen perfekt fließend beherrschen oder über gleiche Kenntnisse in beiden Sprachen verfügen. Bimodale Zweisprachige zeigen ebenso wie mündliche Zweisprachige eine große Bandbreite an Sprachkompetenz in ihrer Erstsprache und Zweitsprache. Bei Gehörlosen (die Mehrheit der bimodalen Zweisprachigen in den USA) kann das Kompetenzniveau in ASL und Englisch von Faktoren wie dem Grad der Hörminderung, ob die Person prälingual oder postlingual taub ist, dem in ihrer Erziehung verwendeten Stil und der Sprache sowie davon, ob die Person aus einer hörenden oder gehörlosen Familie stammt, beeinflusst werden. Historisch wurde bei der Beurteilung zweisprachiger Kinder nur die Kompetenz in einer ihrer Sprachen gemessen. In neueren Forschungsarbeiten haben Linguisten und Pädagogen diesen Konstruktionsfehler identifiziert. Man kann den Schluss ziehen, dass die meisten zweisprachigen Kinder phonologische, lexikalische und grammatikalische Meilensteine im gleichen Tempo erreichen wie einsprachige Kinder. Dasselbe Phänomen wurde beim Vergleich von unimodalen und bimodalen Zweisprachigen festgestellt. In einer Studie von Fish & Morford (2012) zeigten bimodale, zweisprachige Codas in diesen Bereichen die gleiche Erfolgsquote wie ihre unimodalen, zweisprachigen Kollegen.
Unabhängig von Englischkenntnissen in anderen Bereichen versteht kein Gehörloser Englisch auf die gleiche Weise wie ein Hörender, wenn andere es sprechen, da nur ein kleiner Prozentsatz der englischen Phoneme beim Lippenlesen deutlich erkennbar ist. Darüber hinaus entscheiden sich viele gehörlose Zweisprachige, die fließend geschriebenes Englisch sprechen, dafür, es nicht zu sprechen, weil ihre Stimme im Allgemeinen gesellschaftlich nicht akzeptiert wird oder weil sie Faktoren wie Tonhöhe und Lautstärke nicht überwachen können.

### Leugnung der eigenen Zweisprachigkeit
Wie hörende, zweisprachige Personen, die die gesprochene Sprache sprechen, halten sich gehörlose, zweisprachige Personen im Allgemeinen nicht für zweisprachig. Ob nun, weil sie die Gebärdensprache nicht für eine legitime und von der gesprochenen Mehrheitssprache getrennte Sprache halten oder weil sie sich in einer ihrer Sprachen nicht für ausreichend gewandt halten: Die Verleugnung der eigenen Zweisprachigkeit ist unter Zweisprachigen, ob hörend oder gehörlos, ein weit verbreitetes und bekanntes Phänomen.

### Alltägliche Verschiebungen entlang des Sprachmoduskontinuums
Gehörlose oder bimodale Zweisprachige bewegen sich in ihrem Alltagsleben zwischen verschiedenen Punkten des Sprachmoduskontinuums, je nach Situation und Sprachkompetenz und -fähigkeiten derjenigen, mit denen sie interagieren. Wenn sie sich beispielsweise mit einem Einsprachigen unterhalten, beschränken sich alle Zweisprachigen auf die Sprache der Person, mit der sie sich unterhalten. Wenn sie jedoch mit einem anderen Zweisprachigen interagieren, können alle Zweisprachigen eine Mischung der beiden gemeinsamen Sprachen verwenden. Obwohl bimodale Zweisprachige im frühen Alter mehr als einen Modus haben, um eine Sprache zu kommunizieren, sind sie genauso anfällig wie unimodale Zweisprachige, Bereiche zu verwechseln und in einer bestimmten Situation die „falsche“ Sprache zu verwenden. Code-Switching ist ein häufiges Phänomen bei Zweisprachigen; bei bimodalen Zweisprachigen gibt es ein anderes gleichwertiges Phänomen, nämlich Code-Blending, bei dem „Teile einer Äußerung gleichzeitig in Sprache und Gebärdensprache produziert werden“. Beispiele für Code-Blending wären die Verwendung der ASL-Wortfolge in einer gesprochenen englischen Äußerung oder die Konversation durch Zeigen eines ASL-Klassifikators und gleichzeitiges Sprechen der entsprechenden englischen Phrase. Wie unimodale Zweisprachige aktivieren, deaktivieren oder passen bimodale Zweisprachige ihre Verwendung jeder Sprache je nach ihrem Fachgebiet an. Bei der ASL-Englisch-Zweisprachigkeit „wird das Vokabularwissen gehörloser Schüler in jeder Sprache mit den Kontexten in Zusammenhang gebracht, in denen die beiden Sprachen verwendet werden.“ Das heißt, Vokabeln und Themen, die in ASL gelernt und besprochen werden, werden in ASL erkannt und abgerufen, und „das englische Vokabular wird die Kontexte widerspiegeln, in denen Englisch für gehörlose Schüler zugänglich ist“.

### Ungleicher sozialer Status der beteiligten Sprachen
Wie in vielen Fällen von Zweisprachigkeit in der mündlichen Sprache umfasst die bimodale Zweisprachigkeit in den USA zwei Sprachen mit völlig unterschiedlichem sozialen Status. ASL hatte traditionell nicht einmal den Status einer legitimen Sprache, und gehörlose Kinder wurden durch „Methoden“ wie das Zusammenbinden von Händen daran gehindert, sie zu lernen. Hörenden Eltern gehörloser Kinder wurde in der Vergangenheit geraten, ihre Kinder nicht ASL lernen zu lassen, da ihnen mitgeteilt wurde, dass dies den Erwerb der englischen Sprache verhindern würde. Obwohl inzwischen nachgewiesen wurde, dass die frühe Konfrontation gehörloser Kinder mit ASL ihre Fähigkeit zum Erwerb von Englischkenntnissen verbessert, bleibt der ungleiche soziale Status von ASL und Englisch sowie von Gebärdensprachen und gesprochenen Sprachen bestehen.

## Unterschiede zur mündlich-sprachlichen Zweisprachigkeit

### Fehlende gesellschaftliche Anerkennung des Status einer zweisprachigen Gemeinschaft
Da Linguisten ASL erst in der zweiten Hälfte des 20. Jahrhunderts als echte Sprache anerkannten, wurde der zweisprachige Status der amerikanischen Gehörlosengemeinschaft kaum anerkannt, beachtet und untersucht. Gehörlose werden oft „von vielen immer noch als einsprachig in der Mehrheitssprache angesehen, obwohl viele tatsächlich in dieser Sprache und in Gebärdensprache zweisprachig sind“.

### Zweisprachiger Sprachmodus: Kontaktgebärde
Da fast alle Mitglieder der amerikanischen Gehörlosengemeinschaft bis zu einem gewissen Grad zweisprachig in ASL und Englisch sind, kommt es selten vor, dass sich ein Gehörloser mit einer Person unterhält, die nur ASL spricht. Sofern ein amerikanischer Gehörloser nicht mit jemandem kommuniziert, der nur Englisch (die Mehrheitssprache) spricht, kann er oder sie daher davon ausgehen, dass er oder sie sich in einem „zweisprachigen Sprachmodus“ unterhält. Der Sprachstil, der sich aus diesem längeren zweisprachigen Kontakts und der Mischung aus einer Gebärdensprache und einer gesprochenen Sprache ergibt, wird als Kontaktgebärde (Kontaktsignatur) bezeichnet. Gehörlose Kinder und ihre Eltern kommunizierten mithilfe mehrerer Modalitäten, beispielsweise mündlich-akustisch und visuell-gestisch.  In der Gehörlosengemeinschaft ist Kontaktzeichensprache ein häufiges Vorkommnis.

### Ein groß angelegter Sprachwandel ist unwahrscheinlich
Ein Sprachwandel „findet statt, wenn Sprecher einer Gemeinschaft aufhören, ihre Sprache zu sprechen und stattdessen eine andere verwenden“. Insbesondere ASL und Gebärdensprachen im Allgemeinen sind unbestreitbar durch ihren engen Kontakt mit Englisch oder anderen gesprochenen Sprachen beeinflusst, wie Phänomene wie „Lehnzeichen“ oder lexikalisiertes Fingeralphabet (das Äquivalent von Lehnwörtern in der Gebärdensprache) und der Einfluss von Kontaktgebärden belegen. Aufgrund der physischen Tatsache der Taubheit oder des Hörverlusts können gehörlose Menschen die Mehrheitssprache jedoch im Allgemeinen nicht auf dieselbe Weise oder mit derselben Kompetenz erlernen und sprechen wie die hörende Bevölkerung. Gleichzeitig haben gehörlose Menschen oft immer noch das Bedürfnis oder den Wunsch, irgendeine Form von Englisch zu lernen, um mit Familienmitgliedern und der Mehrheitskultur zu kommunizieren. Daher neigen gehörlose Gemeinschaften und Einzelpersonen im Gegensatz zu vielen hörenden zweisprachigen Gemeinschaften und Einzelpersonen dazu, „ihr ganzes Leben lang und von Generation zu Generation zweisprachig zu bleiben“.

### Sprachverständnis und Sprachausdruck
Bimodale Zweisprachige können im Vergleich zu unimodalen Personen gleichzeitig eine gesprochene und eine Gebärdensprache produzieren und wahrnehmen. Daher können diese Personen zu einem bestimmten Zeitpunkt nur eine gesprochene Sprache wahrnehmen und wären nicht in der Lage, gleichzeitig eine Gebärdensprache zu verarbeiten, es sei denn, sie beherrschen ASL. Personen, die gleichzeitig eine gesprochene und eine Gebärdensprache produzieren und wahrnehmen können, weisen jedoch im Vergleich zu den Ergebnissen der Nur-Sprache-Bedingung eine langsamere Sprechgeschwindigkeit, einen geringeren lexikalischen Reichtum und eine geringere syntaktische Komplexität auf. Darüber hinaus verlassen sich ASL-Benutzer mehr auf pragmatische Schlussfolgerungen und Hintergrundkontext als auf syntaktische Informationen.

## Bimodale zweisprachige Erziehung
Neuere Forschungen zu Zweisprachigkeit und ASL haben gezeigt, dass früher Kontakt und angemessener Zugang zu einer Erstsprache für die sprachliche Entwicklung, die akademischen und sozialen Möglichkeiten sowie die Fähigkeiten zum kritischen Denken und zur Argumentation von Kindern unabdingbar sind – all dies kann „auf die Entwicklung der Lese- und Schreibfähigkeit in einer gesprochenen Sprache (wie Englisch) angewendet werden“. Diese schlüssige Forschung unterstreicht die Notwendigkeit additiver Modelle der zweisprachigen Erziehung im Gegensatz zu subtraktiven oder Übergangsmodellen der Erziehung, die darauf ausgelegt sind, den Lernenden von der Muttersprache wegzuführen, um die vollständige Verwendung und Abhängigkeit der Mehrheitssprache zu erreichen. Bei gehörlosen Kindern führen subtraktive Modelle der zweisprachigen Erziehung in Kombination mit dem Fehlen einer Grundlage in der Muttersprache typischerweise zu Sprachverlust und Verzögerung der kognitiven Entwicklung. Im Vergleich dazu besteht das Ziel des Erhaltungsmodells, eines additiven Modells, darin, „die Entwicklung der Muttersprache zu unterstützen und gleichzeitig den Erwerb und die Verwendung der Mehrheitssprache zu fördern.“ Dieses Modell ist in eine bimodale, zweisprachige Ausbildung eingebettet und kann „vergleichende und integrative pädagogische Strategien wie Übersetzung, Fingeralphabet und Verkettungs-/Sandwiching-Strategien beinhalten“.
Simultane Kommunikation (SimCom) ist eine Gebärdenmethode, die Englisch in seiner Struktur und seinen Elementen darstellt und normalerweise der englischen Wortreihenfolge folgt, aber dennoch ein Gebärdenzeichen pro Wort verwendet. Untersuchungen haben jedoch gezeigt, dass diese Kommunikationsmethode für den zweisprachigen Spracherwerb nicht ideal ist. In einer Studie über bimodale zweisprachige Lehrer und den Wortschatz von Schülern zeigten die Ergebnisse eine „langsamere Sprechgeschwindigkeit, einen geringeren lexikalischen Reichtum und eine geringere syntaktische Komplexität in der SimCom-[Unterrichts-]Bedingung im Vergleich zur Nur-Sprache-Bedingung“. Diese Ergebnisse legen nahe, dass „die Produktion der weniger dominanten Sprache (ASL) [der Lehrer] während SimCom eine Hemmung der dominanten [gesprochenen englischen] Sprache im Vergleich zur Nur-Sprache-Bedingung mit sich bringt“. Diese Studie erkennt auch an, dass SimCom eine „komplexe Kommunikationseinheit ist, die nicht auf die Kombination zweier Sprachen reduziert werden kann“.
Methoden, Strategien und Unterstützung im bimodalen zweisprachigen Unterricht sowie der sprachliche Hintergrund und das sprachliche Kapital der bimodalen zweisprachigen Pädagogen sind Schlüsselaspekte für den Erfolg der Sprachkompetenz bimodaler zweisprachiger Lernender.

## Zweisprachigkeit in Gebärdensprache und Druckschrift
Die geschriebenen Formen der Sprache können als eine weitere Modalität betrachtet werden. Gebärdensprachen haben keine allgemein akzeptierten schriftliche Formen, daher lernen gehörlose Menschen, eine gesprochene Sprache zu lesen und zu schreiben. Dies wird als Gebärden-Druck-Zweisprachigkeit bezeichnet – eine gehörlose Person spricht fließend (mindestens) eine Gebärdensprache als ihre Muttersprache und verfügt über Lese- und Schreibfähigkeiten in der schriftlichen Form (mindestens) einer gesprochenen Sprache, ohne Zugang zu anderen Ressourcen der gesprochenen Sprache, die durch auditive Reize erworben werden. Orthographische Systeme verwenden die Morphologie, Syntax, lexikalischen Entscheidungen und oft auch die phonetische Darstellung ihrer Zielsprache zumindest oberflächlich; man muss diese neuen Merkmale der Zielsprache lernen, um lesen oder schreiben zu können. In Gemeinschaften, in denen es eine standardisierte Ausbildung für Gehörlose gibt, wie in den Vereinigten Staaten und den Niederlanden, erwerben gehörlose Menschen tatsächlich Fähigkeiten im Lesen und Schreiben in der gesprochenen Sprache der Gemeinschaft. In einem solchen Zustand wird Zweisprachigkeit zwischen einer Gebärdensprache und der schriftlichen Form der gesprochenen Sprache der Gemeinschaft erreicht. Nach dieser Auffassung sind alle Zweisprachigen in Gebärdensprache und Druckschrift bimodale Zweisprachige, aber nicht alle bimodalen Zweisprachigen müssen auch Zweisprachige in Gebärdensprache und Druckschrift sein.

### Wie gehörlose Kinder lesen lernen
Gehörlose Kinder, die eine Gebärdensprache als ihre Muttersprache verwenden, lernen das Lesen auf etwas andere Weise als ihre hörenden Altersgenossen. So wie Sprecher einer gesprochenen Sprache meist fließend sprechen, bevor sie lesen und schreiben lernen, lernen die erfolgreichsten schwerhörigen Leser zuerst, in einer Gebärdensprache zu kommunizieren. Die Forschung legt nahe, dass es einen Zuordnungsprozess gibt, bei dem Merkmale der Gebärdensprache als Grundlage für die geschriebene Sprache verwendet werden, ähnlich der Art und Weise, wie hörende unimodale Zweisprachige auf ihre Muttersprache zugreifen, wenn sie in ihrer Zweitsprache kommunizieren. Bei schwerhörigen ASL-Gebärdenträgern zeigt sich, dass fließende ASL-Sprache der beste Indikator für hohe Lesefähigkeiten und die Beherrschung geschriebenen Englischs ist. Außerdem verwenden gehörlose Kinder, die sehr gut gebärden können, beim Schreiben mehr Bewertungshilfen als gehörlose Kinder, die weniger gut gebärden können, und das relativ häufige Weglassen von Artikeln beim Schreiben auf Englisch durch gebärdenkundige Kinder könnte auf eine Phase hinweisen, in der der Transfereffekt (der gehörlosen Kindern normalerweise das Lesen erleichtert) eine Mischung der morphosyntaktischen Systeme des geschriebenen Englisch und der ASL ermöglicht. Gehörlose Kinder scheinen dann die neue Morphologie, Syntax und lexikalischen Entscheidungen ihrer geschriebenen Sprache auf die bestehenden Strukturen ihrer primären Gebärdensprache abzubilden. Die Studie untersuchte die Leseprozesse gehörloser und hörender Leser. Die Studie untersuchte die Reaktionen gehörloser Leser auf syntaktische Manipulationen unter Verwendung von Methoden zur Selbstbestimmtheit. Das Experiment umfasste belebte und unbelebte Subjekte, Aktive und Passive sowie Subjekt- und Objektrelative. Den Ergebnissen der Studie zufolge hatten hörende Leser eine höhere Verständnisgenauigkeit als gehörlose Leser. Gehörlose Leser hingegen können Sätze schneller lesen und erfassen als hörende Leser, so die Studie. Laut der Studie ist das eigene Lesetempo für gehörlose Leser die bessere Methode.

### Verwendung phonologischer Informationen
Es gibt unterschiedliche Ergebnisse darüber, wie wichtig phonologische Informationen für gehörlose Personen beim Lesen sind und wann diese Informationen erlangt werden. Alphabete, Abugidas, Abjads und Silben scheinen alle vorauszusetzen, dass der Leser/Schreiber etwas über die Phonologie seiner Zielsprache weiß, bevor er das System erlernt. Vollkommen gehörlose Kinder haben nicht Zugang zu derselben auditiven Basis wie hörende Kinder. Mündlich trainierte gehörlose Kinder verwenden phonologische Informationen nicht immer bei Leseaufgaben, Worterkennungsaufgaben oder homophonen Aufgaben. Gehörlose Gebärdensprachler ohne mündliches Training verwenden jedoch phonologische Informationen bei Wortreimaufgaben. Außerdem machten hörende Leser bei Aufgaben mit phonetisch verwechselbaren Anfangslauten mehr Fehler als gehörlose Leser. Bei Sätzen, die bei der Übersetzung in ASL sublexikalisch verwechselbar sind, machten gehörlose Leser jedoch mehr Fehler als hörende Leser. Die Literatur zeigt deutlich, dass geübte gehörlose Leser phonologische Fähigkeiten einsetzen können, auch wenn sie dies nicht ständig tun. Ohne zusätzliche Längsschnittstudien ist es unklar, ob eine völlig gehörlose Person etwas über die Phonologie der Zielsprache wissen muss, um ein geübter Leser zu werden (weniger als 75 % der gehörlosen Bevölkerung) oder ob eine gehörlose Person durch die Ausbildung eines geübten Lesers lernt, wie sie phonologische Fähigkeiten der Zielsprache einsetzen kann.

### Pädagogische Herausforderungen für bilinguale Kinder mit Gebärden- und Schriftsprache
Im Jahr 2012 „hat etwa jeder fünfte gehörlose Schüler, der die High School abschließt, Lesefähigkeiten auf dem Niveau der zweiten Klasse oder darunter; etwa jeder dritte gehörlose Schüler, der die High School abschließt, hat Lesefähigkeiten zwischen dem Niveau der zweiten und vierten Klasse. Im Vergleich zu gehörlosen Schülern schneiden schwerhörige Schüler (d. h. solche mit leichtem bis mittelschwerem Hörverlust) insgesamt besser ab, aber selbst leichter Hörverlust kann die Entwicklung der Lesefähigkeiten erheblich erschweren“. Diese besorgniserregenden Zahlen sind im Allgemeinen das Ergebnis unterschiedlicher früher Spracherfahrung. Die meisten gehörlosen Kinder werden von hörenden Eltern geboren, was normalerweise zu einem Defizit in ihrer Spracherfahrung und -entwicklung im Vergleich zu Kindern und Eltern führt, die dieselbe Kommunikationsform verwenden. Diese Gruppe von Kindern erwirbt ein breites Spektrum an Kenntnissen in einer Erstsprache, was sich dann auf ihre Fähigkeit auswirkt, eine zweite (obwohl manchmal möglicherweise erste) Sprache in schriftlicher Form zu beherrschen. Kinder, die mit Manuell Kodiertem Englisch als primärer Kommunikationsform konfrontiert sind, weisen niedrigere literarische Fähigkeiten auf als ihre Altersgenossen, die ASL-Gebärdensprache verwenden. Allerdings ist in Ländern wie Schweden, die in ihren Gehörlosenschulen eine bimodal–bilinguale Politik eingeführt haben, eine höhere Alphabetisierungsrate zu verzeichnen als in Schulsystemen, die eine mündliche Tradition bevorzugen.